# Джеймс Ларкін
Джеймс Ларкін (англ. James Larkin; нар. 21 січня 1876, Ліверпуль — пом. 30 січня 1947, Дублін) — ірландський соціаліст і профспілковий лідер. Один із засновників Лейбористської партії разом з Джеймсом Конноллі і Вільямом О'Брайеном, а потім засновником Ірландської робочої ліги (комуністична партія, яка була визнана комінтерном як ірландська частина світового комуністичного руху), а також Ірландський союз працівників транспорту і спільних робітників (англ. ITGWU) і Союз робітників Ірландії (англ. WUI) (обидва профспілки пізніше об'єдналися, щоб стати (англ. SIPTU), найбільшою профспілкою Ірландії). 
Разом з Конноллі та Джеком Вайтом він також був засновником Ірландської громадянської армії (англ. ICA, воєнізованої групи, яка була невід'ємною частиною як Дублінського локауту, так і Великоднього повстання). Ларкін був провідною фігурою в синдикалістському русі.
Ларкін народився в сім'ї ірландці у Ліверпулі, Англія. Живучи в бідності, він отримав невелику формальну освіту і почав працювати на різних роботах, будучи ще дитиною. У 1905 році став повноправним профспілковим діячем. Ларкін переїхав до Белфаста в 1907 році, де він брав участь у профспілкових і синдикалістських страйках, включаючи організацію страйку в Белфасті в 1907 році. Пізніше Ларкін переїхав на південь і організував робітників у Дубліні, Корку і Вотерфорді, з великим успіхом. Він заснував Ірландський транспортний і загальний робочий союз після його виключення з Національного союзу докових робітників. За участь у страйку в Дубліні проти профспілкових інструкцій, цей новий Союз швидко замінив (англ. NUDL) в Ірландії. 
Пізніше він переїхав до Дубліна, який стане штаб-квартирою його профспілки і центром його профспілкової діяльності, а також місцем, де буде сформована Ірландська Лейбористська партія. Найбільш відомий своєю роллю в організації страйку 1913 року, яка призвела до локауту в Дубліні. Локаут був трудовим спором з приводу оплати праці та умов праці працівників, а також їх права на організацію, і отримав всесвітню увагу і висвітлення. Його називають «настанням повноліття ірландського профспілкового руху». Ірландська громадянська армія була сформована під час локауту для захисту страйкуючих робітників від поліцейського насильства. Незабаром після локауту Ларкін прийняв безпосереднє командування (англ. ICA), почавши процес реформування в революційну напіввійськову організацію, озброївши їх гвинтівками Маузера, купленими у Німеччині ірландськими добровольцями і контрабандою ввезеними в Ірландію в липні 1914 року.
У жовтні 1914 року Ларкін покинув Ірландію і відправився в Америку, щоб зібрати кошти для (англ. ITGWU) і (англ. ICA), залишивши Конноллі на чолі обох організацій. Під час свого перебування в Америці Ларкін став брати участь у соціалістичному русі, ставши членом Соціалістичної партії Америки. Потім Ларкін приєднався до раннього комуністичного руху в Америці, а потім в 1920 році був поміщений у в'язницю в розпал Червоної паніки після того, як був визнаний винним в анархії. Потім він провів кілька років у Сінг-Сінг, перш ніж був помилуваний губернатором Нью-Йорка Елом Смітом у 1923 році, а потім депортований. Потім Ларкін повернувся до Ірландії, де він знову став брати участь в ірландському соціалізмі та політиці, як в Лейбористській партії, так і в його щойно освіченій Ірландській робочій лізі. До цього часу Конноллі був страчений за участь у Великодньому повстанні, і Ларкін оплакував смерть свого друга і колеги. Ларкін також створив Союз робітників Ірландії (англ. WUI) після того, як він втратив контроль над (англ. ITGWU), Союз робітників Ірландії був приєднаний до Червоного інтернаціоналу профспілок (англ. Promintern) незабаром після його утворення. Ларкін служив депутатом Лейбористської партії в Дойл Ерені з 1943 по 1944 рік, востаннє покинувши Дойла Ерен в 1944 році і помер у Дубліні в 1947 році. Католицький архієпископ Дубліна Джон Чарльз Макквейд провів його похоронну месу, і (англ. ICA) в своєму останньому публічному виступі супроводжувала його похоронну процесію через Дублін до місця його поховання на кладовищі Гласневін.